# Geumnam-dong
Geumnam-dong (koreanska: 금남동) är en stadsdel i staden Naju i provinsen Södra Jeolla i den sydvästra delen av Sydkorea, 280 km söder om huvudstaden Seoul.